# Peltophryne empusa
Peltophryne empusa är en groddjursart som beskrevs av Cope 1862. Peltophryne empusa ingår i släktet Peltophryne och familjen paddor. IUCN kategoriserar arten globalt som sårbar. Inga underarter finns listade i Catalogue of Life.